# NTTフィールドテクノ
株式会社NTTフィールドテクノは、NTT西日本株式会社の電気通信設備全般を担う機能分担会社である。
NTT西日本エリアの電気通信設備（ネットワーク・アクセス・宅内）の設計や構築、メンテナンス（監視、故障受付などのコールセンター）等を担う。

## 概要
NTT西日本の100%出資により設立された子会社。

## 事業内容
- NTTビル内における通信設備の構築・故障修理業務
- 宅内設備の設備管理・故障修理などのオンサイト保守業務
- 自治体、企業等ネットワークの24時間365日メンテナンス、オペレーション
- 光開通関連オペレーション業務
- アクセス系ネットワークの設計、構築、保守業務
- ネットワーク（無線設備含む）に関する検証・技術支援
- 設備業務に関する技術者育成の業務

## 沿革
- 2013年（平成25年）10月 - NTTホームテクノから新たな事業会社として発足。
  - 宅内だけでなく、NTTビルの外にあるケーブルや電柱などのアクセス系設備の構築・運用・保守業務、さらに光サービスの開通業務も移管され、NTTホームテクノから事業領域を大幅に拡大してスタートした[2]。
- 2016年（平成28年）- NTTビルの所内系設備のオンサイト保守業務がNTTネオメイトから移管。
- 2017年（平成29年）- NTTビジネスソリューションズからビジネス系LAN/WAN、PBX等のSE/SI ・ MI等のエンジニアリング業務が移管。
- 2021年（令和3年）7月 - 株式会社エヌ・ティ・ティ ネオメイトを吸収合併。

### 組織
- ネットワークデザイン部
- サービスエンジニアリング部
- 相互接続推進部
- ビジネス推進部
- 事業推進部
- 地域設備部（30府県に設置）